# Campionato mondiale femminile under 20 di calcio 2014
Il Campionato mondiale femminile under 20 di calcio 2014, settima edizione della manifestazione, si è disputata in Canada dal 5 al 24 agosto 2014. Gli Stati Uniti sono la squadra campione in carica. La Germania vince il titolo per la terza volta battendo la Nigeria in finale.

## Scelta del paese organizzatore
Per l'organizzazione del torneo si erano candidate due nazioni, Canada e Zimbabwe. Il paese africano si è però ritirato il 1º marzo 2011, due giorni prima della votazione. Il 3 marzo 2011 la FIFA ha ufficialmente assegnato l'organizzazione del torneo al Canada.

## Stadi
Il 2 giugno 2013, la FIFA ha annunciato i quattro stadi scelti per il torneo.
| Edmonton Moncton Montreal Toronto | Edmonton             | Moncton                                      | Montreal         | Toronto          |
| --------------------------------- | -------------------- | -------------------------------------------- | ---------------- | ---------------- |
| Edmonton Moncton Montreal Toronto | Commonwealth Stadium | Moncton Stadium                              | Stadio Olimpico  | BMO Field        |
| Edmonton Moncton Montreal Toronto | Capienza: 56,302     | Capienza: 10,000 (espandibile fino a 20,000) | Capienza: 65,255 | Capienza: 21,859 |
| Edmonton Moncton Montreal Toronto |                      |                                              |                  |                  |

## Squadre qualificate
| Confederazione                            | Torneo di qualificazione               | Qualificata/e                          |
| ----------------------------------------- | -------------------------------------- | -------------------------------------- |
| AFC (Asia)                                | Campionato asiatico Under-19 2013      | Cina Corea del Nord Corea del Sud      |
| CAF (Africa)                              | Campionato africano Under-20 2014      | Ghana Nigeria                          |
| CONCACAF (Nord, Centro America & Caraibi) | Campionato nordamericano Under-20 2014 | Costa Rica Messico Stati Uniti         |
| CONMEBOL (Sud America)                    | Campionato sudamericano Under-20 2014  | Brasile Paraguay                       |
| OFC (Oceania)                             | Campionato oceaniano Under-20 2014     | Nuova Zelanda                          |
| UEFA (Europa)                             | Campionato europeo Under-19 2013       | Finlandia Francia Germania Inghilterra |
| Nazione ospitante                         | Nazione ospitante                      | Canada                                 |

## Fase a gironi

### Gruppo A
| Pos. | Squadra        | Pt | G | V | N | P | GF | GS | DR |
| ---- | -------------- | -- | - | - | - | - | -- | -- | -- |
| 1.   | Corea del Nord | 6  | 3 | 2 | 0 | 1 | 5  | 2  | +3 |
| 2.   | Canada         | 6  | 3 | 2 | 0 | 1 | 4  | 3  | +1 |
| 3.   | Ghana          | 6  | 3 | 2 | 0 | 1 | 3  | 4  | -1 |
| 4.   | Finlandia      | 0  | 3 | 0 | 0 | 3 | 4  | 7  | -3 |

| Arbitro: | Quetzalli Alvarado |

|               |           |                                     |
| Laaksonen 28’ | Marcatori | 15’ Kim So-hyang 27’ Choe Yun-gyong |

| Arbitro: | Bibiana Steinhaus |

|  |           |             |
|  | Marcatori | 22’ Sumaila |

| Arbitro: | Carina Vitulano |

|  |           |                                    |
|  | Marcatori | 6’, 78’ Ri So-yon 90+4’ Jon So-yon |

| Arbitro: | Sachiko Yamagishi |

|                                     |           |                |
| Beckie 48’ Sanderson 50’ Prince 80’ | Marcatori | 3’, 21’ Kemppi |

| Arbitro: | Esther Staubli |

|  |           |            |
|  | Marcatori | 65’ Beckie |

| Arbitro: | Salomé di Iorio |

|                        |           |            |
| Sumaila 71’ Cudjoe 86’ | Marcatori | 50’ Kemppi |

### Gruppo B
| Pos. | Squadra     | Pt | G | V | N | P | GF | GS | DR |
| ---- | ----------- | -- | - | - | - | - | -- | -- | -- |
| 1.   | Germania    | 7  | 3 | 2 | 1 | 0 | 12 | 6  | +6 |
| 2.   | Stati Uniti | 6  | 3 | 2 | 0 | 1 | 4  | 2  | +2 |
| 3.   | Cina        | 2  | 3 | 0 | 2 | 1 | 6  | 9  | -3 |
| 4.   | Brasile     | 1  | 3 | 0 | 1 | 2 | 2  | 7  | -5 |

| Arbitro: | Sachiko Yamagishi |

|                          |           |  |
| Petermann 65’ Panfil 90’ | Marcatori |  |

| Arbitro: | Esther Staubli |

|               |           |            |
| Zhang Zhu 89’ | Marcatori | 66’ Byanca |

| Arbitro: | Quetzalli Alvarado |

|                                                      |           |                                                |
| Bremer 10’ Däbritz 45+1’, 68’ (rig.) Panfil 51’, 71’ | Marcatori | 40’, 62’ (rig.) Zhu 48’ Tang 52’ Lei 80’ Zhang |

| Arbitro: | Kirsi Heikkinen |

|           |           |  |
| Horan 82’ | Marcatori |  |

| Arbitro: | Carol Anne Chenard |

|           |           |                                           |
| Carol 41’ | Marcatori | 50’, 78’, 90+1’ Däbritz 64’, 90+3’ Bremer |

| Arbitro: | Katalin Kulcsár |

|                            |           |  |
| Horan 19’, 38’ Lavelle 49’ | Marcatori |  |

### Gruppo C
| Pos. | Squadra       | Pt | G | V | N | P | GF | GS | DR |
| ---- | ------------- | -- | - | - | - | - | -- | -- | -- |
| 1.   | Nigeria       | 7  | 3 | 2 | 1 | 0 | 5  | 3  | +2 |
| 2.   | Corea del Sud | 4  | 3 | 1 | 1 | 1 | 4  | 4  | 0  |
| 3.   | Inghilterra   | 2  | 3 | 0 | 2 | 1 | 3  | 4  | -1 |
| 4.   | Messico       | 2  | 3 | 0 | 2 | 1 | 3  | 4  | -1 |

| Arbitro: | Carol Anne Chenard |

|            |           |                       |
| Harris 68’ | Marcatori | 15’ (rig.) Lee So-dam |

| Arbitro: | Salomé di Iorio |

|            |           |               |
| Ibarra 23’ | Marcatori | 42’ Igbinovia |

| Arbitro: | Finau Vulivuli |

|          |           |               |
| Mead 36’ | Marcatori | 70’ Samarzich |

| Arbitro: | Margaret Domka |

|               |           |                    |
| Kim So-yi 72’ | Marcatori | 1’ Dike 36’ Ihezuo |

| Arbitro: | Qin Liang |

|                              |           |           |
| Ayila 41’ Oshoala 59’ (rig.) | Marcatori | 5’ Parris |

| Arbitro: | Kateryna Monzul' |

|                                        |           |               |
| Lee Geum-min 43’ Lee So-dam 65’ (rig.) | Marcatori | 74’ Samarzich |

### Gruppo D
| Pos. | Squadra       | Pt | G | V | N | P | GF | GS | DR  |
| ---- | ------------- | -- | - | - | - | - | -- | -- | --- |
| 1.   | Francia       | 9  | 3 | 3 | 0 | 0 | 12 | 1  | +11 |
| 2.   | Nuova Zelanda | 6  | 3 | 2 | 0 | 1 | 5  | 4  | +1  |
| 3.   | Paraguay      | 3  | 3 | 1 | 0 | 2 | 2  | 6  | -4  |
| 4.   | Costa Rica    | 0  | 3 | 0 | 0 | 3 | 2  | 10 | -8  |

| Arbitro: | Qin Liang |

|                                                                  |           |               |
| Lavogez 7’ (rig.), 38’ Robert 18’ Villalobos 22’ (aut.) Sarr 53’ | Marcatori | 90+1’ Herrera |

| Arbitro: | Kateryna Monzul' |

|                         |           |  |
| Rolston 40’ Skilton 43’ | Marcatori |  |

| Arbitro: | Thérèse Sagno |

|  |           |                                         |
|  | Marcatori | 22’ Diani 53’ Lavogez 80’, 82’ Le Bihan |

| Arbitro: | Bibiana Steinhaus |

|                           |           |             |
| Romero 4’ Mora 88’ (rig.) | Marcatori | 29’ Montero |

| Arbitro: | Kirsi Heikkinen |

|  |           |                                   |
|  | Marcatori | 24’ Skilton 69’ Lee 90+4’ O'Brien |

| Arbitro: | Margaret Domka |

|  |           |                                  |
|  | Marcatori | 5’ (rig.), 7’ Robert 77’ Tarrieu |

## Fase finale

### Tabellone
|  | Quarti di finale     | Quarti di finale     |                      |         | Semifinali                | Semifinali                |  |  | Finale               | Finale |
|  |                      |                      |                      |         |                           |                           |  |  |                      |        |
|  | 16 agosto - Toronto  |                      |                      |         |                           |                           |  |  |                      |        |
|  |                      |                      |                      |         |                           |                           |  |  |                      |        |
|  | Corea del Nord (dtr) | 1 (3)                |                      |         |                           |                           |  |  |                      |        |
|  | Corea del Nord (dtr) | 1 (3)                | 20 agosto - Moncton  |         |                           |                           |  |  |                      |        |
|  | Stati Uniti          | 1 (1)                |                      |         |                           |                           |  |  |                      |        |
|  | Stati Uniti          | 1 (1)                | Corea del Nord       | 2       |                           |                           |  |  |                      |        |
|  | 17 agosto - Moncton  |                      | Corea del Nord       | 2       |                           |                           |  |  |                      |        |
|  |                      | Nigeria              | 6                    |         |                           |                           |  |  |                      |        |
|  | Nigeria              | Nigeria              | 6                    | 4       |                           |                           |  |  |                      |        |
|  | Nigeria              |                      | 24 agosto - Montréal | 4       |                           |                           |  |  |                      |        |
|  | Nuova Zelanda        | 1                    |                      |         |                           |                           |  |  |                      |        |
|  | Nuova Zelanda        | 1                    | Germania             | 1       |                           |                           |  |  |                      |        |
|  | 16 agosto - Edmonton |                      | Germania             | 1       |                           |                           |  |  |                      |        |
|  |                      | Nigeria              | 0                    |         |                           |                           |  |  |                      |        |
|  | Germania             | Nigeria              | 0                    | 2       |                           |                           |  |  |                      |        |
|  | Germania             | 20 agosto - Montréal |                      | 2       |                           |                           |  |  |                      |        |
|  | Canada               | 0                    |                      |         |                           |                           |  |  |                      |        |
|  | Canada               | 0                    | Germania             | 2       | Finale per il terzo posto | Finale per il terzo posto |  |  |                      |        |
|  | 17 agosto - Montréal |                      | Germania             | 2       | Finale per il terzo posto | Finale per il terzo posto |  |  |                      |        |
|  |                      | Francia              | 1                    |         |                           |                           |  |  |                      |        |
|  | Francia (dtr)        | Francia              | 1                    | 0 (4)   | Corea del Nord            | 2                         |  |  |                      |        |
|  | Francia (dtr)        |                      |                      | 0 (4)   | Corea del Nord            | 2                         |  |  |                      |        |
|  | Corea del Sud        | 0 (3)                |                      | Francia | 3                         |                           |  |  |                      |        |
|  | Corea del Sud        | 0 (3)                |                      |         | 3                         |                           |  |  |                      |        |
|  |                      |                      |                      |         |                           |                           |  |  | 24 agosto - Montréal |        |
|  |                      |                      |                      |         |                           |                           |  |  |                      |        |

### Quarti di finale
| Arbitro: | Bibiana Steinhaus |

|                                                    |                      |                            |
| Jon So-yon 54’                                     | Marcatori            | 6’ Doniak                  |
| Jon So-yon Choe Yun-gyong Ri Kyong-hyang Rim Se-ok | Tiri di rigore 3 – 1 | Jordan Horan Lavelle Amack |

| Arbitro: | Salomé di Iorio |

|                      |           |  |
| Bremer 24’ Knaak 82’ | Marcatori |  |

| Arbitro: | Sachiko Yamagishi |

|                                 |           |             |
| Oshoala 1’, 12’ Sunday 84’, 90’ | Marcatori | 89’ Rolston |

| Arbitro: | Quetzalli Alvarado |

|                                             |                      |                                                                |
| Toletti Dafeur Mbock Bathy Périsset Lavogez | Tiri di rigore 4 – 3 | Jang Sel-gi Oh Yeon-hee Kim Hye-yeong Namgung Ye-ji Lee Su-bin |

### Semifinali
| Arbitro: | Margaret Domka |

|                              |           |                                               |
| Un-sim 31’ So-yon 62’ (rig.) | Marcatori | 2’ Dike 24’, 60’, 68’, 85’ Oshoala 55’ Sunday |

| Arbitro: | Katalin Kulcsár |

|                          |           |                 |
| Bremer 12’ Petermann 81’ | Marcatori | 45’ Mbock Bathy |

### Match per il terzo posto
| Arbitro: | Sachiko Yamagishi |

|                        |           |                                     |
| Un-yong 48’ Uh-hwa 68’ | Marcatori | 53’ Lavogez 66’ Diallo 79’ Tounkara |

### Finale
| Arbitro: | Carol Anne Chenard |

|  |           |               |
|  | Marcatori | 98’ Petermann |

## Classifica marcatrici
| Gol |  |  | Giocatore         | Squadra        |
| --- |  |  | ----------------- | -------------- |
| 7   |  |  | Asisat Oshoala    | Nigeria        |
| 5   |  |  | Pauline Bremer    | Germania       |
| 5   |  |  | Sara Däbritz      | Germania       |
| 4   |  |  | Claire Lavogez    | Francia        |
| 3   |  |  | Uchechi Sunday    | Nigeria        |
| 3   |  |  | Juliette Kemppi   | Finlandia      |
| 3   |  |  | Faustine Robert   | Francia        |
| 3   |  |  | Jon So-yon        | Corea del Nord |
| 3   |  |  | Ri So-yon         | Corea del Nord |
| 3   |  |  | Lindsey Horan     | Stati Uniti    |
| 3   |  |  | Lena Petermann    | Germania       |
| 3   |  |  | Theresa Panfil    | Germania       |
| 2   |  |  | Janine Beckie     | Canada         |
| 2   |  |  | Zhu Beiyan        | Cina           |
| 2   |  |  | Lee So-dam        | Corea del Sud  |
| 2   |  |  | Clarisse Le Bihan | Francia        |
| 2   |  |  | Sherifatu Sumaila | Ghana          |
| 2   |  |  | Tanya Samarzich   | Messico        |
| 2   |  |  | Courtney Dike     | Nigeria        |
| 2   |  |  | Emma Rolston      | Nuova Zelanda  |
| 2   |  |  | Stephanie Skilton | Nuova Zelanda  |

## Premi
Al termine del torneo sono stati assegnati questi premi:
| Pallone d'oro         | Pallone d'argento   | Pallone di bronzo |
| --------------------- | ------------------- | ----------------- |
| Asisat Oshoala        | Griedge Mbock Bathy | Claire Lavogez    |
| Scarpa d'oro          | Scarpa d'argento    | Scarpa di bronzo  |
| Asisat Oshoala        | Griedge Mbock Bathy | Sara Däbritz      |
| 7 reti                | 5 reti              | 5 reti            |
| Guanto d'oro          |                     |                   |
| Meike Kämper          |                     |                   |
| Premio Fair Play FIFA |                     |                   |
| Canada                |                     |                   |